# Campeonato Mundial de Ciclismo en Ruta de 2003
El LXX Campeonato Mundial de Ciclismo en Ruta se realizó en Hamilton (Canadá) entre el 7 y el 12 de octubre de 2003, bajo la organización de la Unión Ciclista Internacional (UCI) y la Asociación Ciclista Canadiense. 
El campeonato constó de carreras en las especialidades de contrarreloj y de ruta, en las divisiones élite masculino, élite femenino y masculino sub-23; en total se otorgaron seis títulos de campeón mundial. 

## Resultados

### Masculino
- Contrarreloj

| Puesto | Ciclista       | País      | Tiempo   |
| ------ | -------------- | --------- | -------- |
| Oro    | Michael Rogers | Australia | 52:42,38 |
| Plata  | Uwe Peschel    | Alemania  | 52:42,94 |
| Bronce | Michael Rich   | Alemania  | 52:52,97 |

- Ruta

| Puesto | Ciclista           | País    | Tiempo  |
| ------ | ------------------ | ------- | ------- |
| Oro    | Igor Astarloa      | España  | 6:30:19 |
| Plata  | Alejandro Valverde | España  | 6:30:24 |
| Bronce | Peter van Petegem  | Bélgica | 6:30:24 |

### Femenino
- Contrarreloj

| Puesto | Ciclista         | País     | Tiempo   |
| ------ | ---------------- | -------- | -------- |
| Oro    | Joane Somarriba  | España   | 28:23,23 |
| Plata  | Judith Arndt     | Alemania | 28:34,01 |
| Bronce | Zulfiya Zabirova | Rusia    | 28:49,48 |

- Ruta

| Puesto | Ciclista          | País         | Tiempo  |
| ------ | ----------------- | ------------ | ------- |
| Oro    | Susanne Ljungskog | Suecia       | 3:16:06 |
| Plata  | Mirjam Melchers   | Países Bajos | 3:16:06 |
| Bronce | Nicole Cooke      | Reino Unido  | 3:16:06 |

### Sub-23
- Contrarreloj

| Puesto | Ciclista          | País         | Tiempo   |
| ------ | ----------------- | ------------ | -------- |
| Oro    | Markus Fothen     | Alemania     | 38:35,39 |
| Plata  | Niels Scheuneman  | Países Bajos | 38:54,28 |
| Bronce | Alexandr Bespalov | Rusia        | 38:56,57 |

- Ruta

| Puesto | Ciclista           | País         | Tiempo  |
| ------ | ------------------ | ------------ | ------- |
| Oro    | Serguéi Lagutín    | Uzbekistán   | 4:14:05 |
| Plata  | Johan Van Summeren | Bélgica      | 4:14:05 |
| Bronce | Thomas Dekker      | Países Bajos | 4:14:05 |

## Medallero
| Núm. | País         | Oro | Plata | Bronce | Total |
| ---- | ------------ | --- | ----- | ------ | ----- |
| 1    | España       | 2   | 1     | 0      | 3     |
| 2    | Alemania     | 1   | 2     | 1      | 4     |
| 3    | Australia    | 1   | 0     | 0      | 1     |
|      | Suecia       | 1   | 0     | 0      | 1     |
|      | Uzbekistán   | 1   | 0     | 0      | 1     |
| 6    | Países Bajos | 0   | 2     | 1      | 3     |
| 7    | Bélgica      | 0   | 1     | 1      | 2     |
| 8    | Rusia        | 0   | 0     | 2      | 2     |
| 9    | Reino Unido  | 0   | 0     | 1      | 1     |
|      | TOTAL        | 6   | 6     | 6      | 18    |